# Архиепархия Рибейран-Прету

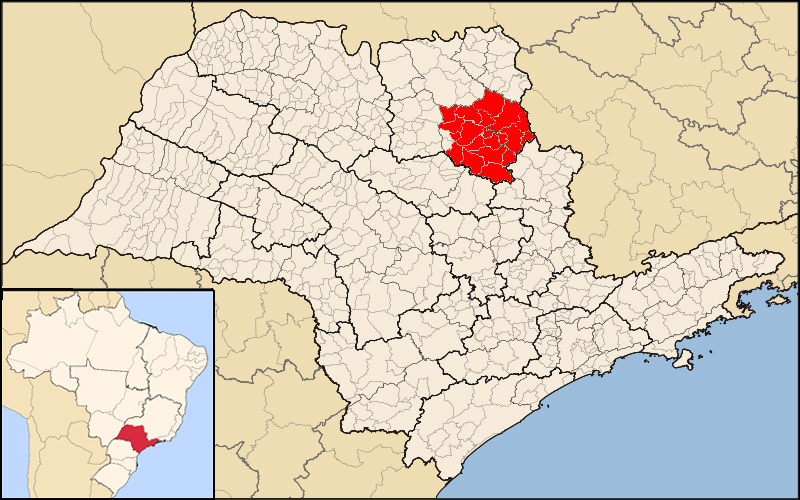
Расположение архиепархии Рибейран-Прету

Архиепархия Рибейран-Прету (лат. Archidioecesis Rivi Nigri) — архиепархия Римско-Католической церкви с центром в городе Рибейран-Прету, Бразилия. В митрополию Рибейран-Прету входят епархии Жабокатикабала, Сан-Жуан-да-Боа-Висты, Франки. Кафедральным собором архиепархии Рибейран-Прету является церковь святого Себастьяна.

## История
7 июня 1908 года Римский папа Пий X выпустил буллу «Dioecesium nimiam amplitudinem», которой учредил епархию Рибейран-Прету, выделив её из архиепархии Сан-Паулу. В этот же день епархия Рибейран-Прету вошла в митрополию Сан-Паулу.
9 апреля 1958 года Римский папа Пий XII издал буллу «Sacrorum Antistitum», которой возвёл епархию Рибейран-Прету в ранг архиепархии.
16 января 1960 года, 20 февраля 1971 года и 14 апреля 1973 года архиепархия Рибейран-Прету передала часть своей территории в пользу возведения новых епархий Сан-Жуан-да-Боа-Висты, Франки и Барретуса.

## Ординарии архиепархии
- епископ Alberto José Gonçalves (5.12.1908 — 6.03.1945);
- епископ Manoel da Silveira d’Elboux (22.02.1946 — 19.08.1950) — назначен архиепископом Куритибы;
- архиепископ Luis do Amaral Mousinho (18.03.1952 — 24.04.1962);
- архиепископ Агнелу Росси (6.09.1962 — 1.11.1964) — назначен архиепископом Сан-Паулу;
- архиепископ Felix César da Cunha Vasconcellos (25.03.1965 — 12.07.1972);
- архиепископ Bernardo José Bueno Miele (12.07.1972 — 22.12.1981);
- архиепископ Romeu Alberti (3.06.1982 — 6.08.1988);
- архиепископ Arnaldo Ribeiro (28.12.1988 — 5.04.2006);
- архиепископ Joviano de Lima Júnior (5.04.2006 — 21.06.2012);
- архиепископ Moacir Silva (24.04.2013 — по настоящее время).

## Источник
- Annuario Pontificio, Libreria Editrice Vaticana, Città del Vaticano, 2003, ISBN 88-209-7422-3